# Богдашев
Богда́шев (укр. Богдашів) — село в Здолбуновской городской общине Ровненского района Ровненской области Украины.
До 2020 года входило в Здолбуновский район.
Население по переписи 2001 года составляло 1161 человек. Почтовый индекс — 35708. Телефонный код — 3652. Код КОАТУУ — 5622680601.